# Ален Кавальє
Ален Кавальє́ (фр. Alain Cavalier; нар. 14 вересня 1931, Вандом, Луар і Шер, Франція) — французький кінорежисер, сценарист, кінооператор. Лауреат премії «Сезар» за найкращу режисерську роботу (1987) .

## Біографія та творчість
Ален Кавальє народився 14 вересня 1931 у Вандомі (департамент Луар і Шер, Франція). Після навчання в Інституті вищої кіноосвіти (фр. Institut des hautes études cinématographiques — IDHEC, зараз La Fémis) працював асистеном режисерів Едуара Молінаро та Луї Маля. У 1958 році дебютував як режисер короткометражним фільмом «Американець». У 1960-х роках прославився своїми політичними трилерами, що викликали гнів цензури. Незважаючи на участь у його стрічках відомих акторів (Жан-Луї Трентіньян, Ален Делон та Ромі Шнайдер) фільми Кавальє не мали значного успіху у глядача.
Наприкінці 1960-х років після успішних фільмів «Пограбування» (1967) та «Капітуляція» (1968), Ален Кавальє покидає кінематограф, повернувшись лише через вісім років з експериментальними та мінімалістськими стрічками — «Повний бак бензину вищої якості» (1975) та «Мартін і Леа» (1978).
У 1986 році Кавальє зрежисував фільм «Тереза», який отримав на Каннському кінофестивалі Премію журі, нагороди «Сезар» у трьох категоріях — за найкращий фільм, найкращу режисерську роботу та найкращий сценарій, та Приз французького синдикату кінокритиків. Після цього успіху Ален Кавальє знову відходить від кіно, відмовляючись від художнього жанру з його акторами і історіями заради реальних людей і їх життя.
З появою цифрових технологій Алан Кавальє, починаючи з 2000-х, знімає поетичні ні на що не схожі відео-есе самостійно, без бюджету за допомогою ручної відеокамери, створивши свій власний унікальний стиль, суміш документального фільму і автофікції. Президент Каннського кінофестивалю Жиль Жакоб, чиїм улюбленим режисером є Кавальє, говорив, що він «вільний як птах і не маючи грошей, за допомогою крихітної камери досліджує глибинні шари буття».
З часу появи фільму «Життя» у 2000 році, фільми Кавальє виходять з більшою регулярністю. Дві його останні стрічки брали участь у програмі «Особливий погляд» Каннського кінофестивалю: «Кінематографіст» (2005), спроба самоаналізу, винагороджена премією Особливий погляд (Prix de l'Intimité) та «Ірен» (2009), про трагічно загиблу у 1972 році в автокатастрофі кохану, акторку Ірен Тюнк.
У 2011 році Ален Кавальє поставив фільм «Батько» з Венсаном Ліндоном у головній ролі, у якій режисер розмірковує на тему стосунків між режисером і актором та грою у владу. Стрічка брала участь в основній конкурсній програмі Каннського кінофестивалю та була номінована у двох категоріях (за найкращий фільм та найкращу режисуру) на отримання премії «Сезар».
У 2014 році вийшов фільм Алена Кавальє «Рай» — медитація про життя та смерть, суміш щоденних спостережень, спогадів, біблейських і античних притч, головні ролі, в якій грають маленький робот, заводне гусеня і мертве пташеня павича — райського птаха. Прем'єра фільму відбулася на кінофестивалі в Ла-Рошелі, а журнал Cahiers du Cinéma включив його до списку десяти найкращих фільмів року.

## Фільмографія
| Рік  | Українська назва                          | Оригінальна назва                     | Примітки                                  |
| ---- | ----------------------------------------- | ------------------------------------- | ----------------------------------------- |
| 1958 | Американець                               | L'Américain                           | короткометражний; режисер, сценарист      |
| 1962 | Поєдинок на острові                       | Le combat dans l'île                  | режисер, сценарист                        |
| 1962 | Животворящий хрест                        | La croix des vivants                  | сценарист                                 |
| 1964 | Нескорений                                | L'insoumis                            | режисер, сценарист                        |
| 1966 | Життя багатіїв                            | La vie de château                     | сценарист                                 |
| 1967 | Пограбування                              | Mise à sac                            | режисер, сценарист                        |
| 1968 | Капітуляція                               | La chamade                            | режисер, сценарист (адаптація)            |
| 1975 | Повний бак бензину вищої якості           | Le plein de super                     | режисер, сценарист                        |
| 1978 | Мартін і Леа                              | Martin et Léa                         | режисер, сценарист                        |
| 1979 | Цей автовідповідач не приймає повідомлень | Ce répondeur ne prend pas de messages | режисер, сценарист                        |
| 1980 | Дивна подорож                             | Un étrange voyage                     | режисер, сценарист                        |
| 1986 | Тереза                                    | Thérèse                               | режисер, сценарист                        |
| 1993 | Заупокійна молитва по мені                | Libera me                             | режисер, сценарист                        |
| 2000 | Життя                                     | Vies                                  | документальний; режисер, сценарист        |
| 2002 | Рене                                      | René                                  | режисер, сценарист                        |
| 2005 | Кінематографіст                           | Le filmeur                            | документальний; режисер, сценарист        |
| 2009 | Ірен                                      | Irène                                 | режисер, сценарист                        |
| 2011 | Батько                                    | Pater                                 | режисер, сценарист (в титрах не вказаний) |
| 2014 | Рай                                       | Le Paradis                            | режисер, сценарист                        |
| 2019 | Бути живим і знати це                     | Être vivant et le savoir              | режисер                                   |

## Визнання
| Рік                                                  | Категорія                                  | Фільм                                   | Результат |
| ---------------------------------------------------- | ------------------------------------------ | --------------------------------------- | --------- |
| Приз Луї Деллюка                                     |                                            |                                         |           |
| 1980                                                 | За фільм «Дивна подорож»                   | За фільм «Дивна подорож»                | Перемога  |
| Чиказький міжнародний фестиваль                      |                                            |                                         |           |
| 1981                                                 | Золотий Х'юго за найкращий фільм           | «Дивна подорож»                         | Номінація |
| 1986                                                 | Золотий Х'юго за найкращий фільм           | «Тереза»                                | Номінація |
| Каннський кінофестиваль                              |                                            |                                         |           |
| 1986                                                 | Золота пальмова гілка                      | «Тереза»                                | Номінація |
| 1986                                                 | Приз журі                                  | «Тереза»                                | Перемога  |
| 1986                                                 | Приз екуменічного журі (спеціальна згадка) | «Тереза»                                | Перемога  |
| 1993                                                 | Золота пальмова гілка                      | «Заупокійна молитва по мені»            | Номінація |
| 1993                                                 | Приз екуменічного журі                     | «Заупокійна молитва по мені»            | Перемога  |
| 2005                                                 | Приз Regard Intimity                       | «Кінематографіст»                       | Перемога  |
| 2006                                                 | Приз Французькому кінематографісту року    | Приз Французькому кінематографісту року | Перемога  |
| 2007                                                 | Приз Золотий тренер (Golden Coach)         | Приз Золотий тренер (Golden Coach)      | Перемога  |
| 2009                                                 | Приз Un Certain Regard                     | «Ірен»                                  | Номінація |
| 2011                                                 | Золота пальмова гілка                      | «Батько»                                | Номінація |
| Премія «Сезар»                                       |                                            |                                         |           |
| 1987                                                 | Найкращий фільм                            | «Тереза»                                | Перемога  |
| 1987                                                 | Найкраща режисерська робота                | «Тереза»                                | Перемога  |
| 1987                                                 | Найкращий адаптований сценарій             | «Тереза»                                | Перемога  |
| 2012                                                 | Найкращий фільм                            | «Батько»                                | Номінація |
| 2012                                                 | Найкраща режисерська робота                | «Батько»                                | Номінація |
| Давид ді Донателло                                   |                                            |                                         |           |
| 1987                                                 | Найкращий іноземний фільм                  | «Тереза»                                | Номінація |
| Французький синдикат кінокритиків                    |                                            |                                         |           |
| 1987                                                 | Найкращий французький фільм                | «Тереза»                                | Перемога  |
| Товариство драматичних авторів і композиторів (SACD) |                                            |                                         |           |
| 1987                                                 | Приз кіно                                  | Приз кіно                               | Перемога  |
| 2007                                                 | Приз кіно                                  | Приз кіно                               | Перемога  |
| 2011                                                 | Гран-прі                                   | Гран-прі                                | Перемога  |
| Кінофестиваль у Карлових Варах                       |                                            |                                         |           |
| 2001                                                 | Найкращий документальний фільм             | Життя                                   | Перемога  |
| Золота зірка кіно                                    |                                            |                                         |           |
| 2006                                                 | Найкращий документальний фільм             | «Кінематографіст»                       | Перемога  |
| Кінофестиваль в Лас Пальмас                          |                                            |                                         |           |
| 2010                                                 | Приз Silver Lady Harimaguada               | «Ірен»                                  | Перемога  |

## Громадська позиція
У липні 2018 підтримав петицію Асоціації французьких кінорежисерів на захист ув'язненого у Росії українського режисера Олега Сенцова